# Club de Rugby Málaga
El Club de Rugby Málaga,  es un club de rugby español con sede en Málaga. Actualmente milita en la División de Honor B. 

## Historia

### 1940 - EL RUGBY EN MÁLAGA
Una breve y aislada reseña en un periódico malagueño de los años 40 del siglo XX, en la que el Sindicato de Estudiantes de la época animaba a inscribirse para jugar al Rugby, es la primera noticia que tenemos sobre rugby en la ciudad.
Ignoramos la acogida que tuvo la misma y si llegó realmente a conformarse algo parecido a un Club, o al menos a un equipo de Rugby. En los archivos de la Real Federación Española de Rugby no consta ningún tipo de actividad rugbística en la provincia hasta bien entrada la segunda mitad del siglo XX.

### 1970-1971 - PRIMER EQUIPO MALAGUEÑO
Habrá que esperar hasta la temporada 1970-71 para que un equipo malagueño, el de la Facultad de Económicas, participara en una competición mínimamente reglada.
Se trataba de la Segunda División Andaluza, jugando su primer partido oficial en Torremolinos, frente al Arquitectura “B” de Sevilla, venciendo en el mismo (19-5). El motor de este incipiente germen rugbístico en la ciudad fue un italiano llamado Serafino Diluia, que llegó a ser jugador, entrenador, Delegado de Club y primer Delegado provincial de la FAR en Málaga. A la temporada siguiente la Segunda División Andaluza no llegó a celebrarse por falta de medios materiales para los desplazamientos.
Sin lugar a dudas el Club de Rugby Derecho constituyó la semilla de lo que hoy día pueda ser el Club de Rugby Málaga, no en vano 2 de sus 3 recientes presidentes jugaron en sus filas, al ya reseñado José Luis Palma Fernández, hay que sumar a Pedro Leiva Pérez, igualmente alumno de aquella facultad, que fue captado por el primero para el equipo juvenil que estaba organizándose.
Tras esta experiencia habrá que esperar hasta finales de la década de los setenta, con la aparición del Malaka-78, equipo que no llegó a federarse, pero que parece ser que disputó algunos amistosos en los campos de fútbol que por entonces existían en los terrenos que posteriormente ocuparían los “bidones del gas”, en las cercanías de la Avd. Juan XXIII. No ha sido posible contactar con ningún miembro del Malaka-78, incluso hay quien sostiene que la existencia de este equipo no es más que una leyenda urbana.

### 1980 - CLUB DE RUGBY DE DERECHO
El primer club de rugby en competición estable de la provincia de Málaga fue el Club de Rugby Derecho, fundado en septiembre de 1980, cuyo alma mater fue José Luis Palma Fernández, por entonces joven estudiante de esta facultad.
La ausencia de terrenos apropiados para entrenar y jugar era absoluta, se practicaba los sábados por la mañana en la playa de Guadalmar, llegando a entrenarse en ocasiones con un balón de trapos atados.
Si bien los medios eran ínfimos, la idea fue cuajando, crecía el número de estudiantes que se acercaba al deporte, y se realizaron algunos entrenamientos en el decrépito campo de tierra de la Ciudad Deportiva de Carranque, y en el de la Universidad Laboral. Lógicamente esta primera temporada se obtuvieron unos discretos resultados en la competición andaluza, pero ya en la siguiente 1981-82 se ganó un primer encuentro a domicilio en Córdoba frente al Colegio Mayor Névalo, y se inscribe en competición un primer equipo de categoría cadete, ubicado en la Universidad Laboral.
El mérito de aquel Club de Rugby Derecho fue existir y aguantar 5 años, hasta que en enero de 1985, cuando el grupo de estudiantes que inició la aventura estaba a punto de licenciarse y salir de la Universidad, surgió la necesidad de crear un club que aglutinara el Deporte universitario. Así vio la luz el Club Universidad de Málaga, fruto de la unión del Club de Rugby Derecho con el Club Baloncesto Universidad, en el cual se integraron los jugadores procedentes del equipo de Derecho. Este Club de la Universidad fue efectivamente creado por los representantes de los 2 deportes que supieron comprender por aquel entonces, que había que superar las poco atractivas ligas universitarias y competir establemente a nivel federado.

### FUNDACIÓN DE LA FAR
Era esencial, y se consiguió, encajar institucionalmente el rugby. Esta fue la mayor valía del Club de Rugby Derecho, que aportó además la mayor parte de los directivos del nuevo Club, cuyo germen sirvió para que casi una década después se constituyera el Club de Rugby Málaga.
En el Acta de Constitución de la Federación Andaluza de Rugby, firmada en septiembre de 1982, ya aparece la firma de José Luis Palma Fernández, en su calidad representante del Club de Rugby Derecho de Málaga, como uno de los 8 clubes andaluces que fundaron la FAR.Comenzó la andadura y los primeros encuentros frente a rivales como Universitario de Granada, Hípica RC Granada, Universidad de Córdoba, Colegio Mayor Névalo de Córdoba. El veneno del rugby se estaba instalando definitivamente en un grupo malagueños, que rondaban los 20 años de edad, y que cuando fueron finalizando sus estudios universitarios comprendieron la necesidad de ir un paso más allá y ampliar la nómina de jugadores, luchando por crear equipos juveniles y cadetes, con el claro objetivo de que aquello dejara de ser una aventura y comenzara a asentarse definitivamente en la ciudad. Otro dato a destacar es que se fueron sumando al equipo jugadores procedentes de otras facultades (Medicina o Peritos), en algunas de las cuales incluso llegaron a crearse equipos, que aunque no llegaron a federarse, sí que nutrían al equipo federado.
Tras los directivos anteriormente mencionados, fueron sucesivos delegados del club Luis Felipe Méndez Banderas, Jesús Chito Gómez y Avelino Barrionuevo Gener, todos simultaneaban sus estudios universitarios, con su doble función de Delegado y jugador. Como entrenador dirigió la plantilla durante algo más de 2 temporadas Pedro Gemelli “Chicho”, procedente del Rugby sevillano, y que por motivos laborales se desplazó a nuestra ciudad. Fue la primera persona que comenzó a hacer comprender a algunos de sus jugadores el nivel de exigencia y sacrificio que se requiere para jugar de forma medianamente seria al Rugby.

### 1994 - FUNDACIÓN DEL CLUB DE RUGBY MÁLAGA
Las temporadas iban transcurriendo, los jóvenes universitarios seguían disputando sus competiciones, pero no acababa de cuajar un proyecto de Club; en parte por la falta de medios e instalaciones, y en parte por los límites que suponían el hecho de ser sólo una sección deportiva más dentro de una Universidad.
A esto se sumaba el hecho de que cuando los jugadores terminaban con sus estudios universitarios, normalmente acababan abandonando la práctica del Rugby, lo que hacía que la vinculación y dependencia del Rugby malagueño con la Universidad, si bien en los primeros años pudo ser necesaria, llegara con el tiempo a ser un freno para su crecimiento. El problema había sido detectado por los responsables del grupo, que no contaban con más de 25 años de media, y que aunque ya comenzaban a ser unos apasionados de nuestro deporte, todavía no habían recibido una educación rugbística completa.Con la llegada a Málaga a finales de los 80 de Horacio del Valle el panorama cambió radicalmente. Brillante jugador en la posición de medio melé, y procedente de la Córdoba argentina, supuso el revulsivo necesario para cambiar la mentalidad de algunos de los más destacados miembros de la plantilla. No sólo por los indudables conocimientos deportivos que aportó al grupo, sino principalmente por saber transmitir el espíritu y los valores que incorpora el Rugby.
A partir de aquí la evolución se fue haciendo patente. Aspectos como la mejora en la capacitación técnica de los entrenadores o la formación de equipos de categorías inferiores, fueron sentando las bases para crear el convencimiento de que era necesario dar el salto cualitativo necesario para subir el peldaño que suponía dejar de ser una sección más. Así en julio de 1994 se formalizó ante notario la constitución del Club de Rugby Málaga, con una Junta Directiva integrada por Pedro Leiva Pérez (Presidente), Rafael E. Berrocal Baeza, Mauricio Faltoyano Gil, Francisco J. Oblaré Torres, Horacio del Valle Cianchino.
Si bien continuó la colaboración con la Universidad de Málaga, el Club fue desarrollando una estructura deportiva paralela, fundamentalmente en lo concerniente a categorías inferiores. Llevando a cabo actividades de promoción de nuestro deporte en distintos centros educativos de nuestra ciudad. Al primer Presidente le sucedió en el cargo el pionero José Luis Palma Fernández, y a éste desde 2004 hasta la actualidad, Luis María Ceballos Naranjo.

### EL PRESENTE DEL CRM
La cantera comenzó a dar sus frutos en forma de resultados. Varios jugadores salidos del Club han alcanzado la internacionalidad con la selección española absoluta; a los hermanos De la Maza (Luis e Ignacio), hay que sumar los nombres de Martín Heredia y Jesús Moreno.
A estos internacionales absolutos hay que sumar toda una pléyade de jugadores que han ido integrándose en las distintas selecciones nacionales o andaluzas en todas las categorías, desde infantil, hasta sub-23, pasando por cadetes, juveniles y junior.
En la temporada 2018-2019 El Club de Rugby Málaga se clasificó para ascender a División de Honor B, la categoría de plata del rugby nacional.
Hasta entonces, ha disputado las temporadas 2019-20, 2020-21, 2021-22, 2022-23, 2023-24, 2024-25 y 2025-26 de la División de Honor B.